# 尼安洗礼堂

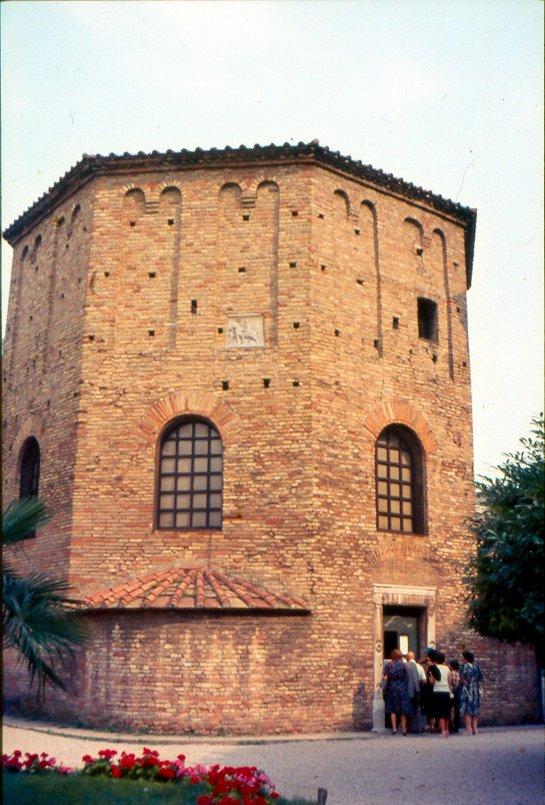
尼安洗礼堂

尼安洗礼堂（意大利语：Battistero Neoniano）是意大利拉文纳的一个宗教建筑，该市现存最古老的古迹，八角形建筑。

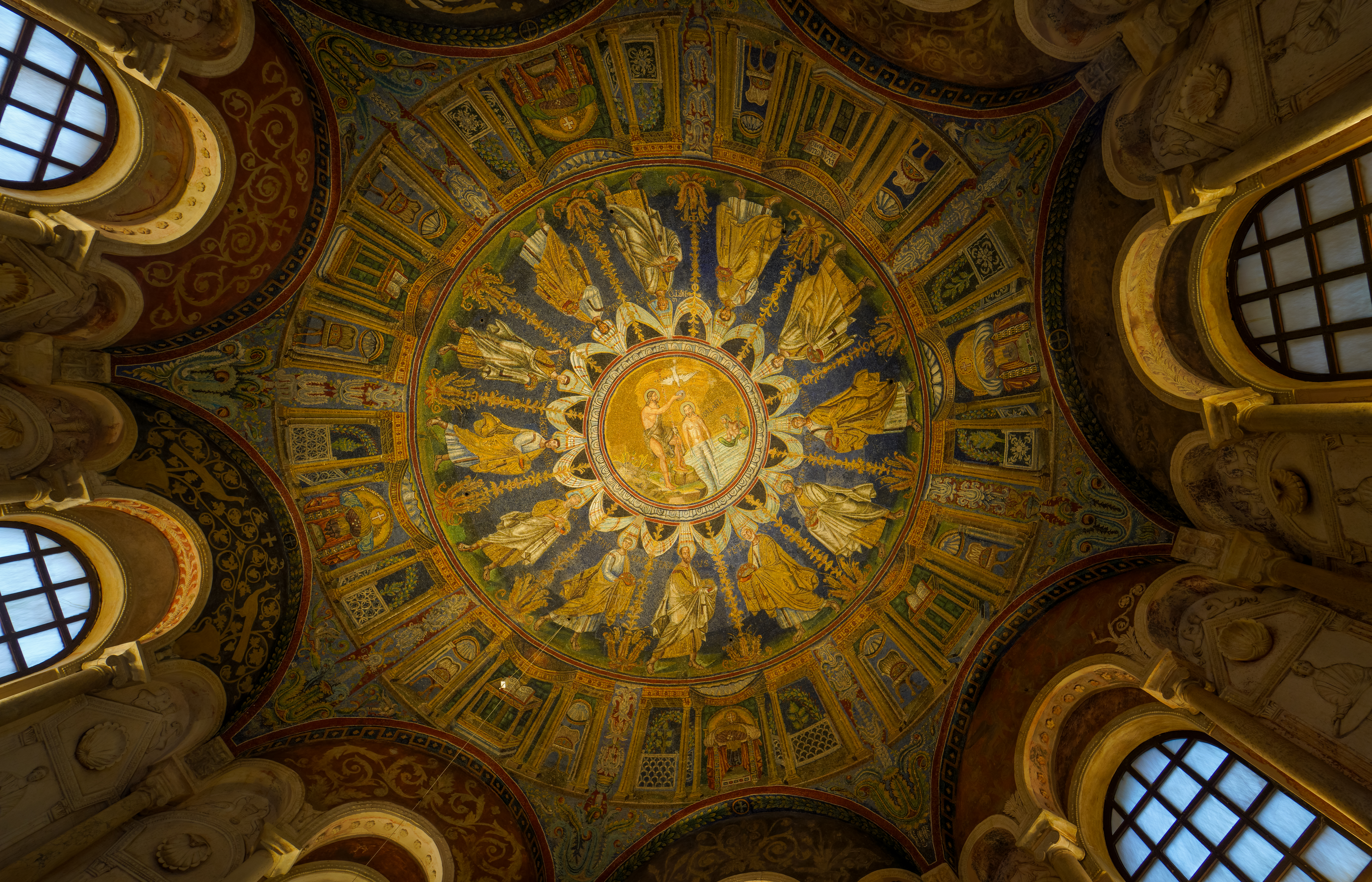
天花板

尼安洗礼堂是该市八座列为世界遗产的建筑之一。